# Feliks Przyłubski

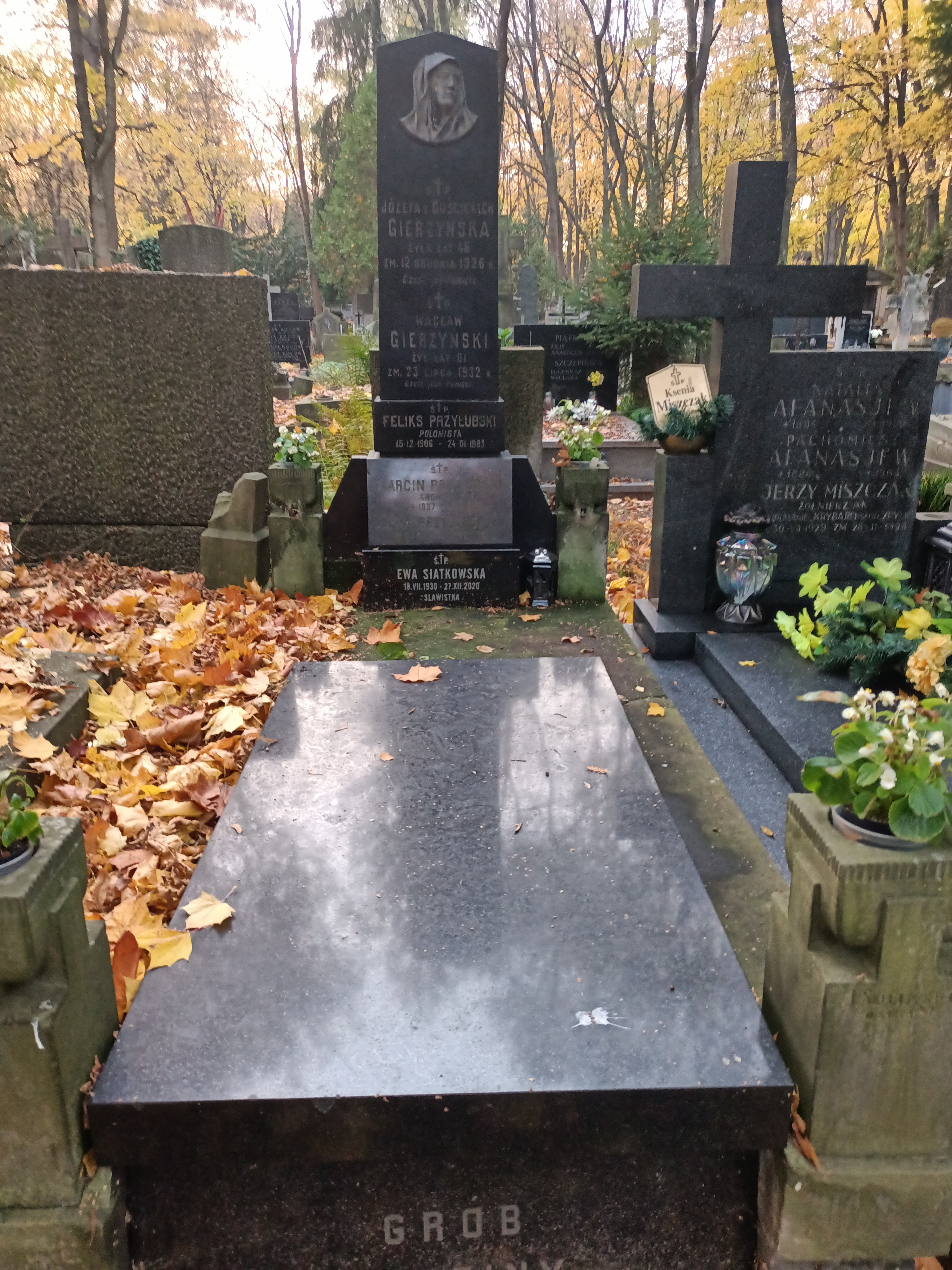
Grób Feliksa Przyłubskiego na Cmentarzu Powązkowskim w Warszawie

Feliks Przyłubski (ur. 15 grudnia 1906 w Radomsku, zm. 24 stycznia 1983) – polski popularyzator poprawnej polszczyzny, autor elementarzy: Litery: nauka czytania i Mam 6 lat. Wyprawka dla sześciolatka.
Urodził się jako syn Edwarda (zm. 1926) i Leontyny z Fabianich (zm. 1909), która uczyła języków: francuskiego i polskiego w szkole jego dziadka Feliksa Fabianiego w Radomsku. W 1918 wyjechał na stancję do Piotrkowa Trybunalskiego i rozpoczął naukę w trzeciej klasie gimnazjum. Po sześciu latach zdał maturę i przeprowadził się do Warszawy, gdzie 1 października 1925 został studentem Uniwersytetu Warszawskiego na kierunku filologia polska (wydział filozofii). W 1929 poślubił Ewę Gierzyńską, późniejszą współautorkę książek. W 1930 r. obronił pracę magisterską u prof. Bronisława Gubrynowicza pt. Stanisław Herakliusz Lubomirski jako moralista. Pochowany na cmentarzu Powązkowskim w Warszawie (kwatera 197-1-6).

## Publikacje
- Język polski na co dzień, Ewa Przyłubska, Feliks Przyłubski
- Litery: nauka czytania, Ewa Przyłubska, Feliks Przyłubski, Wydawnictwa Szkolne i Pedagogiczne (1975-1999)[3][4]
- Gdzie postawić przecinek?, Ewa Przyłubska, Feliks Przyłubski
- Mam 6 lat. Wyprawka dla sześciolatka, Ewa Przyłubska, Feliks Przyłubski
- Opowieść o Lindem i jego Słowniku, Feliks Przyłubski[5]